# Neolamprologus niger
Neolamprologus niger е вид лъчеперка от семейство Цихлиди (Cichlidae).

## Разпространение
Видът е разпространен в Демократична република Конго и Танзания.